# 筧秀隆
筧秀隆，日本漫畫家。從代表作《親愛芳鄰》開始，挑戰各種類型作品的創作。《親愛芳鄰》不僅是發表雜誌的看板作品，還曾經改編成動畫。

## 作品列表

### 單行本
- 親愛芳鄰[1]：《月刊Comic RUSH（日语：月刊コミックラッシュ）》（JIVE）連載，單行本全13冊
- ：《Young Animal Iskand（日语：ヤングアニマルあいらんど）》（白泉社）連載，單行本全2冊
- ：《COMIC SUMOMO（日语：COMICすもも）》→《Comic High！》（雙葉社）連載，單行本全3冊
- ：網路漫畫《Beat's》（Mag Garden）連載，單行本全2冊
- ：《Young Animal嵐（日语：ヤングアニマル嵐）》（白泉社）集中連載
- ：電子發佈（G-WALK（日语：ジーウォーク））
- ：電子發佈（G-WALK）
- ：（竹書房）連載，單行本全2冊
- ：《Young Champion烈（日语：ヤングチャンピオン烈）》（秋田書店）連載，已出版1冊
- ：短篇集（竹書房）

### 短篇
- ：6號（白泉社）
- =君：7號（白泉社）

## 外部連結
- （日語）－筧秀隆的官方個人部落格。
- 筧秀隆的X（前Twitter）（日語）